# بخش لسپر-مدوک
بخش لسپر-مدوک (به فرانسوی: Arrondissement de Lesparre-Médoc) یک بخش در فرانسه است که در ژیروند واقع شده‌است.